# Donald Smart
Donald „Don“ Roddington Smart (* 7. Januar 1942 in Taungoo, heute Myanmar) ist ein ehemaliger australischer Hockeyspieler. Er gewann mit der australischen Nationalmannschaft eine olympische Bronzemedaille 1964 und eine olympische Silbermedaille 1968.

## Sportliche Karriere
Der 1,73 m große Donald Smart stand 1961 zum ersten Mal in der australischen Nationalmannschaft. Insgesamt wirkte der Flügelstürmer bis 1972 in 96 Länderspielen mit, in denen er 25 Tore erzielte. 
Bei den Olympischen Spielen 1964 in Tokio gewannen die Australier in der Vorrunde vier Spiele und unterlagen den Mannschaften aus Kenia und Pakistan. Als Gruppenzweite trafen sie im Halbfinale auf den Gruppensieger der anderen Vorrundengruppe und verloren mit 1:3 gegen die indische Mannschaft. Im Spiel um Bronze bezwangen die Australier die Spanier mit 3:2.
Vier Jahre später wurden die Australier auch bei den Olympischen Spielen 1968 in Mexiko-Stadt in der Vorrunde Zweite hinter Pakistan. Wieder trafen sie im Halbfinale auf die indische Mannschaft, die Australier siegten mit 2:1 nach Verlängerung. Im Finale unterlagen die Australier mit 1:2 gegen Pakistan.
1971 fand in Barcelona die erste Weltmeisterschaft statt. Die Australier erreichten in der Vorrunde den vierten Platz in ihrer Gruppe und belegten in der Gesamtwertung den achten Platz. Zum Abschluss seiner internationalen Karriere spielte Smart bei den Olympischen Spielen 1972 in München. Die Australier belegten in der Vorrunde den vierten Platz in ihrer Gruppe. Mit zwei Siegen nach Verlängerung in den Platzierungsspielen erreichten sie insgesamt den fünften Platz.
Donald Smart wurde 2010 in die Hall of Fame des australischen Hockeyverbands aufgenommen.